# Goldberg (Mecklembourg)
Pour les articles homonymes, voir Goldberg.
Goldberg est une ville du Mecklembourg-Poméranie-Occidentale en Allemagne, dans l'arrondissement de Ludwigslust-Parchim. Elle est située à 24 km au nord-est de Parchim et à 46 km à l'est de Schwerin.

## Jumelage
- Schwentinental (Allemagne) depuis le 6 octobre 1990